# Ecuador en la clasificación de Conmebol para la Copa Mundial de Fútbol de 1966
La Selección de fútbol del Ecuador fue una de las nueve selecciones de fútbol que participaron en la clasificación de Conmebol para la Copa Mundial de Fútbol de 1966, en la que se definieron los representantes de Conmebol para la Copa Mundial de Fútbol de 1966, que se desarrolló en Inglaterra.

## Sede
| Selección de fútbol de Ecuador   |                          |                      |
| Ciudad                           | Estadio                  | Entrenador           |
| Guayaquil                        | Estadio Modelo Guayaquil | José María Rodríguez |
|                                  |                          |                      |
| Federación Ecuatoriana de Fútbol |                          |                      |

## Sistema de juego
Los 9 equipos se dividieron en 3 grupos de tres equipos. Obtendrían la clasificación los campeones de cada grupo, y en caso de empate a puntos se resolvería la clasificación con un partido de desempate. Brasil ya había obtenido la clasificación por haber resultado campeón en el Mundial de Chile 1962.

## Tabla final de posiciones
| Equipo    | Pts. | PJ | PG | PE | PP | GF | GC | Dif. |
| --------- | ---- | -- | -- | -- | -- | -- | -- | ---- |
| Uruguay   | 8    | 4  | 4  | 0  | 0  | 11 | 2  | 9    |
| Argentina | 7    | 4  | 3  | 1  | 0  | 9  | 2  | 7    |
| Chile     | 5    | 4  | 2  | 1  | 1  | 12 | 7  | 5    |
| Ecuador   | 5    | 4  | 2  | 1  | 1  | 6  | 5  | 1    |
| Perú      | 4    | 4  | 2  | 0  | 2  | 8  | 6  | 2    |
| Paraguay  | 3    | 4  | 1  | 1  | 2  | 3  | 5  | -2   |
| Bolivia   | 2    | 4  | 1  | 0  | 3  | 4  | 9  | -5   |
| Colombia  | 2    | 4  | 1  | 0  | 3  | 4  | 10 | -6   |
| Venezuela | 0    | 4  | 0  | 0  | 4  | 4  | 15 | -11  |

## Proceso de clasificación
| Equipo   | Pts | PJ | PG | PE | PP | GF | GC |
| -------- | --- | -- | -- | -- | -- | -- | -- |
| Chile    | 5   | 4  | 2  | 1  | 1  | 12 | 7  |
| Ecuador  | 5   | 4  | 2  | 1  | 1  | 6  | 5  |
| Colombia | 2   | 4  | 1  | 0  | 3  | 4  | 10 |

### Partidos

#### Primera vuelta
| Jornada   | Fecha               | Estadio                             | Local    |                     | Resultado |                     | Visitante |
| --------- | ------------------- | ----------------------------------- | -------- | ------------------- | --------- | ------------------- | --------- |
| Jornada 1 | 20 de julio de 1965 | Romelio Martínez, Barranquilla      | Colombia | Bandera de Colombia | 0:1       | Bandera de Ecuador  | Ecuador   |
| Jornada 2 | 25 de julio de 1965 | Estadio Modelo Guayaquil, Guayaquil | Ecuador  | Bandera de Ecuador  | 2:0       | Bandera de Colombia | Colombia  |

#### Tercera vuelta
| Jornada   | Fecha                | Estadio                             | Local   |                    | Resultado |                    | Visitante |
| --------- | -------------------- | ----------------------------------- | ------- | ------------------ | --------- | ------------------ | --------- |
| Jornada 5 | 15 de agosto de 1965 | Estadio Modelo Guayaquil, Guayaquil | Ecuador | Bandera de Ecuador | 2:2       | Bandera de Chile   | Chile     |
| Jornada 6 | 22 de agosto de 1965 | Nacional de Chile, Santiago         | Chile   | Bandera de Chile   | 3:1       | Bandera de Ecuador | Ecuador   |

#### Partido de desempate
Chile y Ecuador empataron en el primer lugar del grupo, con los mismos puntos. Tras el partido de desempate, disputado en Lima, Chile consiguió su pase final al Mundial.
| 12 de octubre de 1965 | Chile                    | 2-1 | Ecuador   |                              |                              |
|                       | Sánchez 16' · Marcos 40' |     | Gómez 89' | Árbitro(s): Duval Goicoechea | Árbitro(s): Duval Goicoechea |

- Chile clasifica para la Copa del Mundo.

## Jugadores
Listado de jugadores que participaron en la Clasificación a la Copa Mundial 1966.
| N.º | Nombre            | Posición      | Clubes                |
| --- | ----------------- | ------------- | --------------------- |
| 1   | Pablo Ansaldo     | Portero       | Barcelona S.C.        |
|     | Alfredo Bonnard   | Portero       | Patria                |
|     | Helinho           | Portero       | Barcelona S.C.        |
| 2   | Alfonso Quijano   | Defensa       | Barcelona S.C.        |
| 5   | Vicente Lecaro    | Defensa       | Barcelona S.C.        |
|     | Luciano Macías    | Defensa       | Barcelona S.C.        |
|     | Miguel Bustamante | Defensa       | Barcelona S.C.        |
|     | Gustavo Guerrero  | Defensa       | Deportivo Politécnico |
|     | Felipe Mina       | Defensa       | C. S. Emelec          |
|     | Carlos Pineda     | Mediocampista | C. S. Emelec          |
| 7   | Romulo Gómez      | Mediocampista | Barcelona S.C.        |
| 10  | Jorge Bolaños     | Mediocampista | C. S. Emelec          |
|     | Mario Zambrano    | Mediocampista | Liga de Quito         |
|     | Polo Carrera      | Mediocampista | Liga de Quito         |
|     | Bolívar Merizalde | Delantero     | C. S. Emelec          |
|     | Washington Muñoz  | Delantero     | Barcelona S.C.        |
| 6   | Enrique Raymondi  | Delantero     | C. S. Emelec          |
| 9   | Alberto Spencer   | Delantero     | Peñarol               |
|     | Armando Larrea    | Delantero     | Liga de Quito         |
|     | Simón Bolivar     | Delantero     | El Nacional           |
|     | Clímaco Cañarte   | Delantero     | Barcelona S.C.        |
|     | Jorge Mawyin      | Delantero     | Barcelona S.C.        |
|     | José Merizalde    | Delantero     | Patria                |

### Goleadores
| Jugador          | Goles anotados | Asis. | PJ |     |
| Enrique Raymondi | 3              | -     | 3  | 270 |
| Alberto Spencer  | 2              | -     | 3  | 270 |
| ---------------- | -------------- | ----- | -- | --- |